# Viva l'Italia!
Viva l'Italia! is een Italiaanse dramafilm uit 1961 onder regie van Roberto Rossellini.

## Verhaal
De film schetst het leven van de nationalistische strijder Giuseppe Garibaldi vanaf de periode dat hij zijn Siciliaanse campagne voorbereidt tot aan het ogenblik dat hij Sicilië overdraagt aan koning Victor Emanuel II van Piëmont.

## Rolverdeling
| Acteur                     | Personage                |
| -------------------------- | ------------------------ |
| Renzo Ricci                | Giuseppe Garibaldi       |
| Paolo Stoppa               | Nino Bixio               |
| Franco Interlenghi         | Giuseppe Bandi           |
| Giovanna Ralli             | Rosa                     |
| Raimondo Croce             | Koning Frans II          |
| Tina Louise                | Franse journaliste       |
| Leone Botta                | Menotti Garibaldi        |
| Giovanni Petrucci          | Fabrizio Plutino         |
| Attilio Dottesio           | Francesco Crispi         |
| Philippe Arthuys           | Alexandre Dumas          |
| Vittorio Bottone           | Koning Victor Emanuel II |
| Sveva Caracciolo d'Acquara | Koningin Maria Sofia     |